# Downtown Dubai
Le Downtown Dubai, ou centre-ville de Dubaï, est un quartier commercial et résidentiel, ou «complexe à usage mixte», à Dubaï aux Émirats arabes unis. On y trouve le plus haut gratte-ciel du monde, le Burj Khalifa, le Dubai Mall et la fontaine de Dubaï. Sa superficie est de 2 km2. Le lieu s'est appelé Downtown Burj Dubaï, puis Downtown Dubaï. 
De zone désertique, le lieu a été changé en une ville moderne, dont la construction a été entreprise par la société de développement immobilier Emaar, avec le but de correspondre aux goûts d'habitants expatriés. On y trouve aussi, à distance des tours spectaculaires, des maisons peu élevées de style arabe, des villas, des rues étroites et des jardins. L'Opéra de Dubaï (Dubai Opera (en)) a été inauguré dans le centre-ville en 2016.
Le quartier fait l'objet de travaux de restauration et de conservation du tissu urbain antérieur, de même que ceux de la vieille ville, du souk Al Bahar et du Palace Hotel.
Le nombre d'habitants est de 100 000. Le centre-ville est situé le long de l'avenue Sheikh Zayed, et il est bordé au sud par le quartier de Business Bay, où vivent 135  000 habitants, au nord-est par Financial Center Road.
Dubaï est une ville très fragmentée, avec de multiples quartiers faisant office de «noyaux» ; le centre-ville est l'un d'entre eux.